# Commedia drammatica
La commedia drammatica, o drammedia, è un tipo di commedia in cui ad una trama di argomento drammatico sono mescolati elementi del genere comico.
Le origini del genere possono ricercarsi nella tragicommedia, con esempi già nell'antica Grecia.
In campo teatrale o letterario le opere seriocomiche traggono le radici nel XIX secolo nei testi degli autori Anton Chekhov, George Bernard Shaw e Henrik Ibsen, primi scrittori contemporanei a mescolare commedia e dramma.